# 린보취

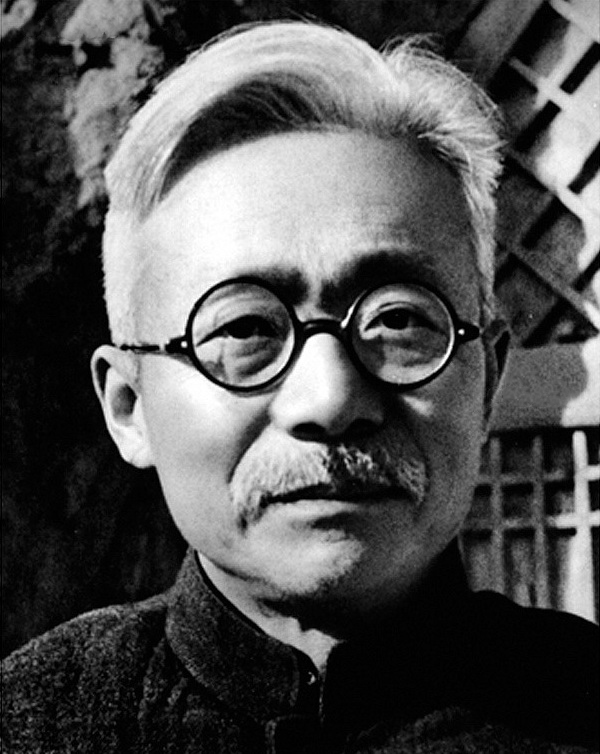
린보취

린보취(중국어: 林伯渠, 1886년 3월 20일 ~ 1960년 5월 29일)는 중국의 정치가이자 시인이다. 쑨원의 초기 지지자이자 중국동맹회의 일원이자 나중에 난창 봉기와 장정에 참여했던 린보취는 중국 공산당의 원로 정치가 중 한 사람으로 여겨졌다.

## 전기
린보취는 후난성 창더 근처의 시골 가정에서 자랐으며 16세에 도쿄에서 공부할 수 있는 국가 보조금을 받았다. 그곳에서 그는 쑨원이 창시한 혁명 그룹인 중국동맹회에 합류했다. 중국으로 돌아온 그는 혁명 활동을 위해 둥베이 지역으로 모집되었다. 청나라가 몰락한 후, 린은 위안스카이 정권의 박해를 받고 일본으로 도피해야 했고, 그곳에서 그는 쑨원의 새로 조직된 중국 혁명당(후에 국민당이 됨)에 합류했다. 다시 중국으로 돌아와 1921년 공산당에 입당했다.
1920년대 전반기 내내 다양한 직책으로 국민당과 계속 협력했는데, 가장 중요한 것은 농업부 장관이었다. 결국 그는 공산주의 쪽으로 전향하여 1927년 난창 봉기에 참여했다. 얼마 후, 그는 소련에서 6년 동안 중국을 떠나 모스크바 중산 대학에서 공부했다. 그는 1933년 말에 돌아와서 장시성 소비에트에서 활동하여 재무부 장관을 역임하고 농업 위원회를 주재했다. 장정(長征)에 참가한 후 옌안(延安)에서 재정부장으로 재직했으며 산시(陝西)-간쑤(甘肅)-닝샤(寧夏) 국경 지역 회장으로 선출됐다.
그의 연공서열과 초기에 쑨원에 충성했다는 점으로 인해 그는 종종 국민당과의 외교가 필요할 때 인적 자원으로 활용되었다. 1936년에 그는 시안 사변 동안 장제스와의 협상에서 저우언라이를 도왔고, 뒤이은 동맹에서 일반적으로 일본에 대항하는 통일전선을 촉진하는 데 도움을 주었다. 1944년 2월 국민당 정부와의 협상을 위해 충칭으로 갔고, 1949년 4월 베이징에서 국민당 장군 장즈중과 평화 회담을 위해 다시 저우언라이와 짝을 이루었다. 1949년 하반기에 중화인민공화국 수립을 위한 준비가 진행됨에 따라 그는 중앙인민정부위원회 비서장으로 임명되었다. 그 역할에서 그는 1949년 10월 1일에 새로운 국가의 건국 의식을 주재했다.
중화인민공화국이 건국된 후 다양한 직책을 맡았지만 정치적인 주목을 피하는 것을 선호했다. 1954년 9월 전국인민대표대회 상무위원회 부위원장으로 선출되었다. 그 후 몇 년 동안 그는 고향인 후난을 시작으로 광시, 장시, 후베이, 산시, 내몽골, 닝샤까지 주로 농촌 지역을 장기간 시찰했다.
린은 1960년 5월 26일 베이징 병원에서 사망했다. 추모시에서 천이 원수는 그를 "영광스러운 혁명 경력에서 항상 올바른 노선을 옹호하는 영웅"으로 추모했다.둥비우는 정치적인 것보다 개인적인 것에 더 중점을 둔 그의 사망 후 두 편의 시에서 그의 친구를 추모했다.
그는 주더, 런비스, 펑더화이, 천윈과 같은 다른 1세대 중국 공산당 지도자들과 함께 베이징의 바바오산 혁명 묘지에 묻혔다.

## 참고 문헌
1. ↑  Mao's road to power: revolutionary writings 1912-1949, p. 192
2. ↑  Bartke, Wolfgang. Who was Who in the People's Republic of China. Vol 1. Munich: K.G. Saur, 1997. p. 267
3. ↑  Jianli, Huang. "The Kuomintang Peace Mission on the Eve of the Communist Takeover." Power and Identity in the Chinese World Order: Festschrift in Honour of Professor Wang Gungwu. Ed. Billy K.L. So, John Fitzgerald, Huang Jianli, James K. Chin. Hong Kong: Hong Kong University Press, 2003.
4. ↑  Translations from Red Flag, Vol. 1-6. Joint Publications Research Service: University of Michigan, 1986. p. 219.
5. ↑  “Commemoration Poems - Welcome to BoXuLin's former residence！”. 2021년 1월 26일에 원본 문서에서 보존된 문서. 2022년 4월 20일에 확인함.